# Anisia candicans
Anisia candicans là một loài ruồi trong họ Tachinidae.